# Gheybī Sūr
Gheybī Sūr (persiska: غيبی سور, قِشور) är en ort i Iran.   Den ligger i provinsen Kurdistan, i den nordvästra delen av landet, 400 km väster om huvudstaden Teheran. Gheybī Sūr ligger 1 839 meter över havet och antalet invånare är 500.
Terrängen runt Gheybī Sūr är huvudsakligen kuperad, men österut är den platt.Runt Gheybī Sūr är det ganska glesbefolkat, med 28 invånare per kvadratkilometer. Närmaste större samhälle är Golāneh, 8,4 km väster om Gheybī Sūr. Trakten runt Gheybī Sūr består i huvudsak av gräsmarker.